# Njuup
Sous-genres
Mbalax
Le njuup est un genre de musique traditionnel des Sérères, qui trouve son origine dans la religion sérère, et plus particulièrement dans les sons et chants qui accompagnent le rite de passage du ndut.

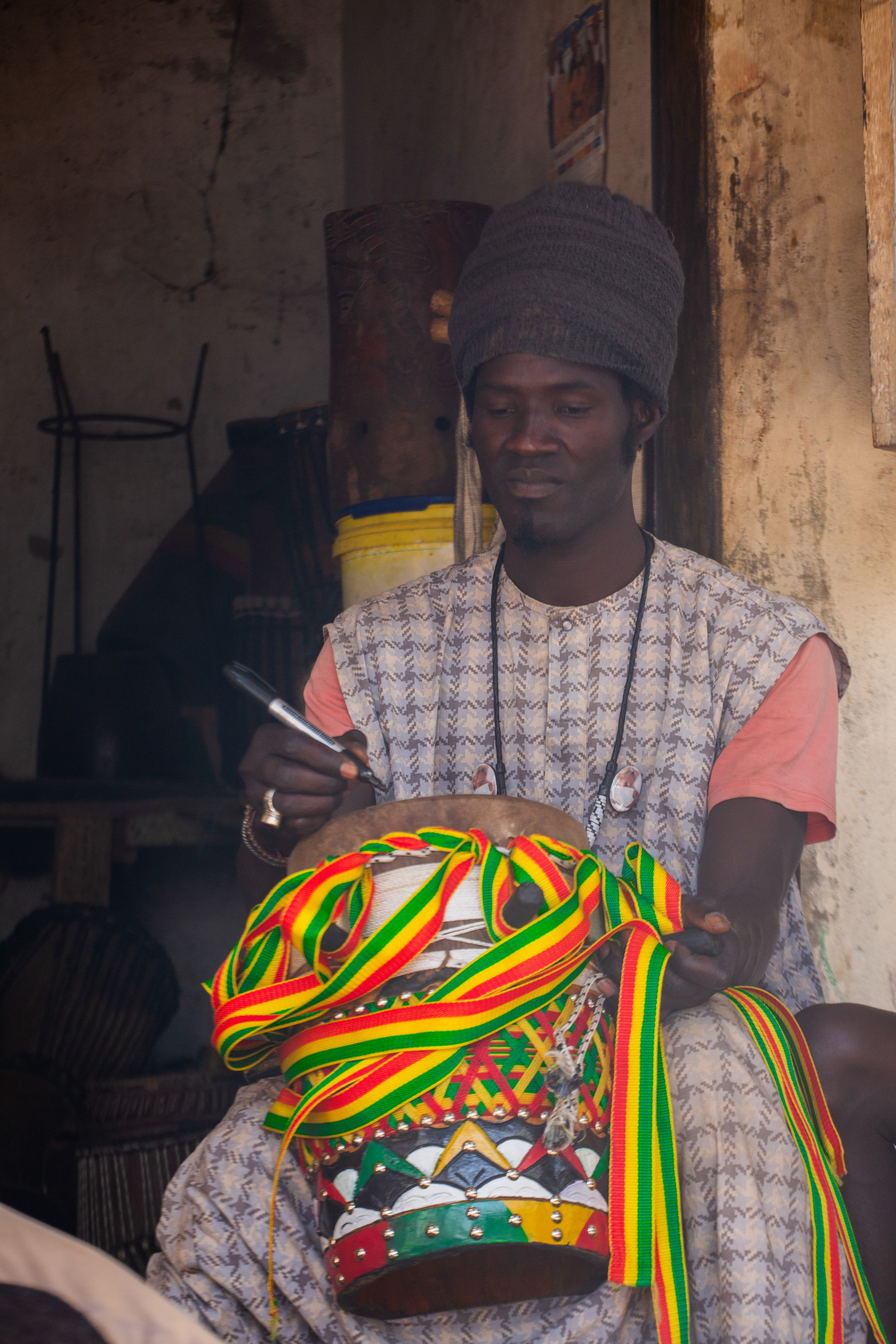
Jeune artisan sérère fabrique le tam-tam, instrument sonore qui accompagne le njuup.

## Histoire
L'histoire du njuup est intimement liée aux enseignements prodigués aux jeunes Sérères lors de la cérémonie du ndut. Le jeune Sérère doit composer, lorsqu'il se trouve dans le « nid » — ce que signifie le terme sérère « ndut » — et qu'est pratiquée sa circoncision un chant religieux, afin notamment de détourner son esprit de l'acte de circoncision en lui-même, mais surtout de développer ses facultés artistiques et sa spiritualité. Ce style de musique est longtemps resté cantonné à son rôle de chant religieux.
Du njuup descend le mbalax, style musical forgé par Youssou N'Dour, lui-même d'origine sérère. C'est par cette forme dérivée, incorporant des éléments du njuup et destinée à être plus dansante, que le njuup lui-même s'est popularisé et pour partie désacralisé. Certains chanteurs de Sénégambie continuent de pratiquer un njuup « pur », comme Rémi Jegaan Dioh ou son compère Yandé Codou Sène.

## Sujets
Les chants du ndut parlent souvent des pangool (en), esprits des anciens vénérés dans la religion sérère ; ils constituent un thème majeur du njuup.